# Higgs and Hill
Higgs and Hill was een Brits bouwbedrijf dat bekend is van diverse gebouwen in Londen. Het bedrijf is ontstaan in 1874 toen het bedrijf van Thomas Hill (beheerd door Rowland en Joseph Hill, kleinzonen van de oprichter) werd samengevoegd met het bedrijf van William Higgs.
Het nieuwe bedrijf droeg oorspronkelijk de naam Hill, Higgs and Hill, maar de naam werd veranderd naar Higgs and Hill toen Rowland Hill met pensioen ging in 1879. Higgs and Hill had oorspronkelijk een hoofdkantoor in Vauxhall, maar de activiteiten van het bedrijf werden verplaatst naar New Malden in 1967. Het bedrijf had ongeveer 1.000 werknemers in dienst.
In 1996 kreeg het bedrijf te maken met reorganisaties en gebrek aan contracten. Later in het jaar werd het bedrijf overgenomen door de Hollandsche Beton Groep, afgekort HBG. HBG werd in 2002 overgenomen door de Koninklijke BAM Groep.

## Projecten
- Harvey Nichols, een winkel in Knightsbridge. Werd voltooid in 1880.
- County Hall, een overheidsgebouw in Surrey. Werd voltooid in 1893.
- Tate Britain, een kunstgalerij in Millbank. Werd voltooid in 1897.
- Britannia Royal Naval College, een militaire academie in Dartmouth. Werd voltooid in 1905.
- BBC Television Centre, voormalig hoofdkantoor van de British Broadcasting Corporation. Werd voltooid in 1960.
- Queen Elizabeth Hall, een concertzaal, onderdeel van Southbank Centre, Londen. Werd voltooid in 1967.
- Hayward Gallery, een kunsthal, onderdeel van Southbank Centre, Londen. Werd voltooid in 1968.
- The London Studios, een televisiestudio in Londen. Werd voltooid in 1972.
- Restauratie van het het Windsor Castle, afgerond in 1996.